# Leopold Weber (Schriftsteller)
Leopold Weber (* 24. Januar 1866 in Sankt Petersburg; † (vermutlich) 7. November 1944) war ein deutscher Schriftsteller. 

## Leben
Leopold Weber entstammte einer deutschen Familie, die im frühen 19. Jahrhundert nach Russland ausgewandert war. Er war das erste von fünf Kindern des deutsch-russischen
Kaufmanns Georg Philipp Weber und seiner Ehefrau Emilie geb. Koenig; Leopold Webers Onkel war der Großindustrielle Leopold Koenig. Leopold Weber besuchte ab 1879 die deutschsprachige Petrischule in Sankt Petersburg. Ab 1884 studierte er an der dortigen Universität. 
1886 ging Leopold Weber mit seiner Mutter und Schwester nach Deutschland und begann ein Studium der Germanistik an der Universität München. In München lernte Weber den Schweizer Künstler Ernst Kreidolf kennen, mit dem er von 1888 bis 1894 im oberbayerischen Partenkirchen lebte. 1894 reiste Weber in die Vereinigten Staaten, wo er sich mehrere Monate bei seinem in Roseburg (Oregon) ansässigen Bruder Moritz Julian Weber aufhielt.  Nach seiner Rückkehr nach Deutschland war Leopold Weber von 1896 bis 1905 Mitarbeiter der Zeitschrift "Der Kunstwart". Ab 1905 setzte er sein Studium an der Universität München fort, wo er 1912 mit einer Arbeit über eine mittelalterliche Reimpredigt zum Doktor der Philosophie promovierte.  
Bei Kriegsbeginn 1914 meldete sich Leopold Weber freiwillig zum Kriegsdienst; er nahm als Soldat auf deutscher Seite am Ersten Weltkrieg teil, zuletzt als Dolmetscher an der Ostfront.  Von 1918 bis 1923 wirkte er als Bibliothekar an der Bayerischen Staatsbibliothek in München. Anschließend lebte er als freier Schriftsteller in München und veröffentlichte zahlreiche Bearbeitungen nordisch-germanischer Heldensagen für jugendliche Leser. Diese Werke erfuhren nach 1933 die besondere Förderung der nationalsozialistischen Machthaber: Der Band "Unsere Heldensagen" wurde 1936 in Bayern als Schulbuch
eingeführt, und im gleichen Jahr erhielt Weber den von der NSDAP gestifteten "Hans-Schemm-Preis" für Jugendliteratur. 
Im November 1944 verschwand Leopold Weber unter ungeklärten Umständen auf der Fahrt zu einem Freund in München; Gerüchten zufolge fiel Weber einem Attentat der Gestapo zum Opfer. - Leopold Webers Nachlass befindet sich u. a. in der Bayerischen Staatsbibliothek und in der Monacensia-Sammlung der Münchner Stadtbibliothek. In der Sowjetzone bzw. der frühen DDR standen drei Werke Webers auf der "Liste der auszusondernden Literatur". 

## Werke
- Gedichte, München 1894
- Traumgestalten, Leipzig 1900
- Vinzenz Haller, München 1902
- Die Götter der Edda, München 1919
- Asgard, die Götterwelt unserer Ahnen, Stuttgart 1920
- Traumgestalten mit Bildern von Ernst Kreidolf, Zürich 1922
- Midgard, Stuttgart 1922
- Dietrich von Bern, Stuttgart 1924
- Die Hegelingen, Stuttgart 1925
- Gisli, der Waldgänger aus Islands Heldenzeit, Stuttgart 1927
- Parzival und der Gral, Stuttgart 1927
- Walthari und Hildegund, Stuttgart 1928
- Grettir, der Wolfsgenoß, Stuttgart 1929
- Njal, der Seher, Stuttgart 1930
- Gudrun, Stuttgart 1933
- Mit Ernst Kreidolf in den bayerischen Bergen 1889 - 1895, Erlenbach-Zürich [u. a.] 1933
- Unsere Heldensagen, München [u. a.] 1934
- Nordlandmänner, Drahowitz [u. a.] 1936
- Die Odyssee deutsch, München 1936
- Auswanderer-Schicksale, Leipzig 1937
- Die Isländer-Geschichten und die Edda, Berlin 1937
- Bubenferien am Baltischen Meer, Stuttgart 1938
- Die Nachbarskinder, München 1938

## Herausgeberschaft
- Die Warnung, München 1912
- Albert Welti: Aus Weltis Leben, München 1912
- Ernst Kreidolf: Kreidolf-Mappe, München 1919
- Russische Erzähler, München
  - 1 (1923)
  - 2 (1925)

## Übersetzungen
- Dorothea Reinhardt: Der Prinz von Himalaya, München 1927